# Capilla de Nuestra Señora de los Remedios (Madrid)

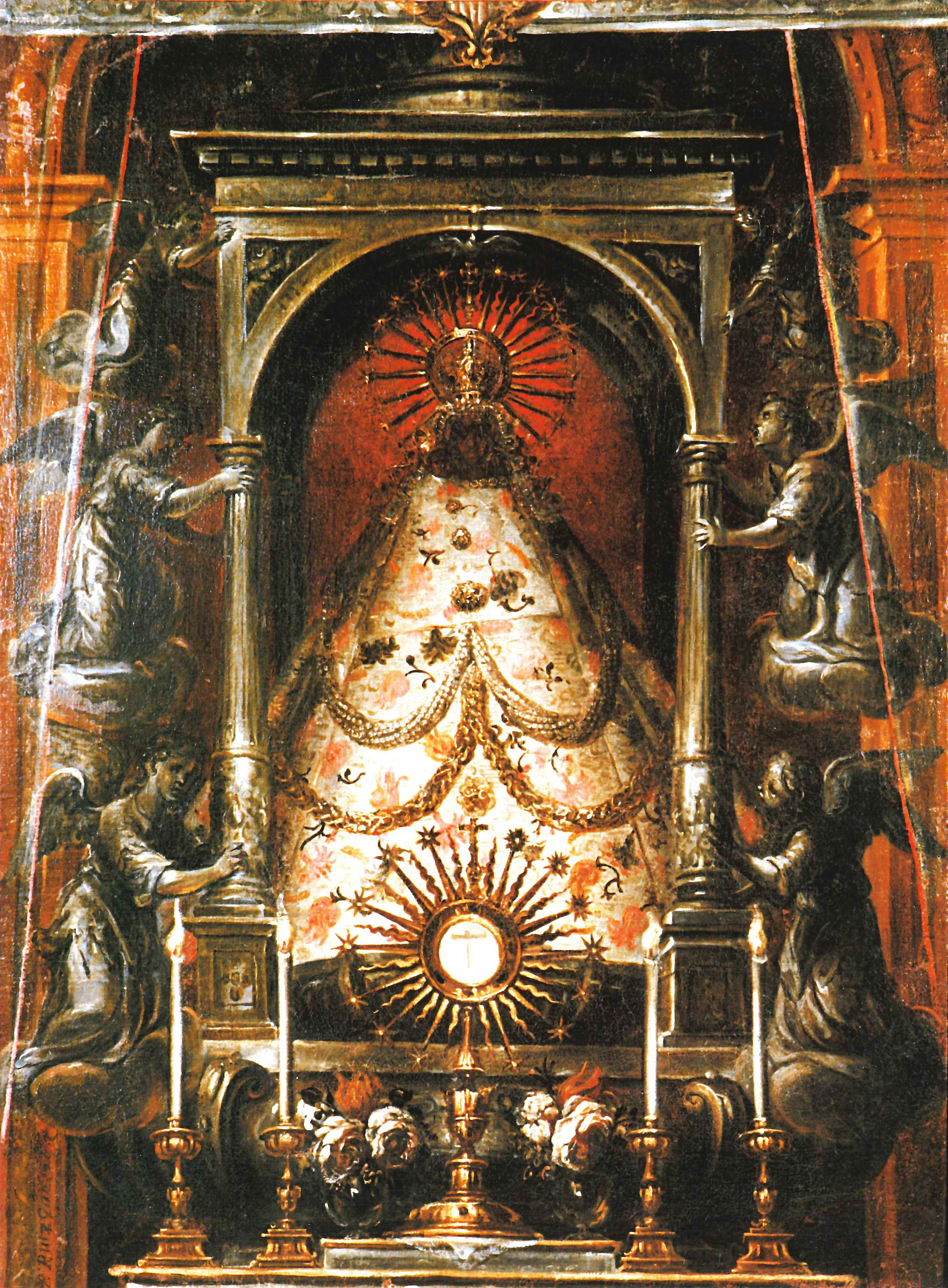
La Virgen de los Remedios, como se encontraba en la capilla, en un óleo de Pedro Ruiz González de principios de la década de 1670.

La capilla de Nuestra Señora de los Remedios fue un lugar de culto en la iglesia del convento de Nuestra Señora de la Merced de Madrid, hoy desaparecido.

## Historia
El origen se encuentra en el rescate de una escultura de la Virgen existente en Holnda por Juan de Leruela a finales del siglo XVI. La imagen fue traída en 1572 al convento de Nuestra Señora de la Merced de Cuenca, de donde pasó al convento de la orden en Madrid en agosto del año siguiente (1573). En este convento se la colocó en primer lugar en una capilla en el presbiterio, de pequeñas dimensiones. Poco después pasó a una capilla de mayores dimensiones, en concreto la primera del lado del Evangelio, inmediata a los pies del templo.
Desde entonces la fama y devoción a la imagen crecería enormemente. Entre sus devotos se encontraba el propio monarca Felipe III o la beata Mariana de Jesús.
Hacia 1633, el patronazgo de la capilla fue adquirido por los herederos de Bernabé de Vivanco (1573-1625), que había sido ayuda de cámara de Felipe III y después de Felipe IV.

## Descripción
La capilla era la primera del lado izquierdo de la iglesia, entrando desde los pies de esta. Siguiendo a Ponz en su Viage de España, la capilla se encontraba presidida por un óleo de Lucas Jordán representando el Nacimiento de Cristo y su bóveda decorada por frescos del pintor portugués Manuel de Castro. Además, señaló Ponz que su sacristía contaba con una bóveda pintada por Eugenio Cajés representando escenas de la Vida de la Virgen, algunos doctores de la Iglesia y los cuatro evangelistas.